# National Board of Review Awards 2008
L'80ª edizione dei National Board of Review Awards si è svolta il 14 gennaio 2009.
I vincitori sono stati annunciati il 4 dicembre 2008.

## Classifiche

### Migliori dieci film
- The Wrestler, regia di Darren Aronofsky
- Burn After Reading - A prova di spia (Burn After Reading), regia di Ethan e Joel Coen
- Changeling, regia di Clint Eastwood
- Gran Torino, regia di Clint Eastwood
- Il curioso caso di Benjamin Button (The Curious Case of Benjamin Button), regia di David Fincher
- Frost/Nixon - Il duello (Frost/Nixon), regia di Ron Howard
- Il cavaliere oscuro (The Dark Knight), regia di Christopher Nolan
- WALL•E, regia di Andrew Stanton
- Milk, regia di Gus Van Sant
- Defiance - I giorni del coraggio (Defiance), regia di Edward Zwick

### Migliori film stranieri
- Ai confini del paradiso (Auf der anderen Seite), regia di Fatih Akın
- Lasciami entrare (Låt den rätte komma in), regia di Tomas Alfredson
- Valzer con Bashir (Waltz with Bashir), regia di Ari Folman
- Roman de Gare, regia di Claude Lelouch
- Un secret, regia di Claude Miller

### Migliori documentari
- American Teen, regia di Nanette Burstein
- Encounters at the End of the World, regia di Werner Herzog
- The Betrayal - Nerakhoon, regia di Ellen Kuras e Thavisouk Phrasavath
- Dear Zachary: A Letter to a Son About His Father, regia di Kurt Kuenne
- Roman Polanski: Wanted and Desired, regia di Marina Zenovich

### Migliori film indipendenti
- Vicky Cristina Barcelona, regia di Woody Allen
- Rachel sta per sposarsi (Rachel Getting Married), regia di Jonathan Demme
- Snow Angels, regia di David Gordon Green
- In Search of a Midnight Kiss, regia di Alex Holdridge
- Frozen River - Fiume di ghiaccio (Frozen River), regia di Courtney Hunt
- Son of Rambow - Il figlio di Rambo (Son of Rambow), regia di Garth Jennings
- Hallam Foe, regia di David Mackenzie
- L'ospite inatteso (The Visitor), regia di Thomas McCarthy
- In Bruges - La coscienza dell'assassino (In Bruges), regia di Martin McDonagh
- Wendy and Lucy, regia di Kelly Reichardt

## Premi
- Miglior film: The Millionaire (Slumdog Millionaire), regia di Danny Boyle
- Miglior film straniero: Mongol, regia di Sergej Bodrov
- Miglior documentario: Man on Wire - Un uomo tra le Torri (Man on Wire), regia di James Marsh
- Miglior attore: Clint Eastwood (Gran Torino)
- Miglior attrice: Anne Hathaway (Rachel sta per sposarsi)
- Miglior attore non protagonista: Josh Brolin (Milk)
- Miglior attrice non protagonista: Penélope Cruz (Vicky Cristina Barcelona)
- Miglior cast: Il dubbio (Doubt), regia di John Patrick Shanley
- Miglior performance rivelazione maschile: Dev Patel (The Millionaire)
- Miglior performance rivelazione femminile: Viola Davis (Il dubbio)
- Miglior regista: David Fincher (Il curioso caso di Benjamin Button)
- Miglior regista esordiente: Courtney Hunt (Frozen River - Fiume di ghiaccio)
- Miglior film d'animazione: WALL•E, regia di Andrew Stanton
- Miglior sceneggiatura originale: Nick Schenk (Gran Torino)
- Miglior sceneggiatura non originale: Simon Beaufoy (The Millionaire) ex aequo Eric Roth (Il curioso caso di Benjamin Button)
- Spotlight Award: Melissa Leo (Frozen River - Fiume di ghiaccio) ex aequo Richard Jenkins (L'ospite inatteso)
- Premio William K. Everson per la storia del cinema: Molly Haskell e Andrew Sarris
- Premio Bulgari per la libertà di espressione: Trumbo, regia di Peter Askin